# Svartsengi

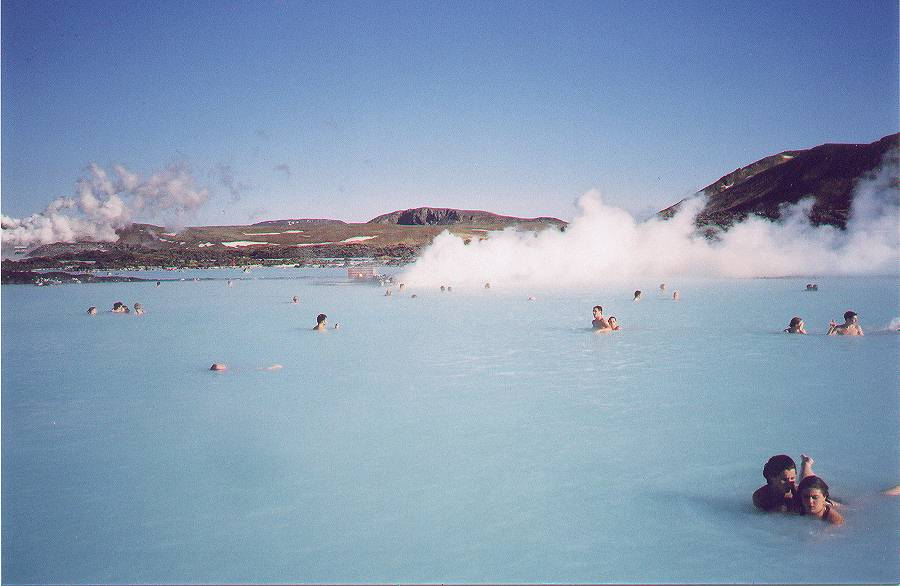
Blaue Lagune mit Sýlingafell im Hintergrund und Þorbjörn rechts

Das Vulkansystem Svartsengi liegt in Island. Es befindet sich im Südwesten des Landes auf der Halbinsel Reykjanes nördlich des Fischerortes Grindavík.

## Vulkansystem Svartsengi
Das Vulkansystem liegt zwischen den Bergen Þorbjörn und Sýlingafell, auch Svartsengisfell genannt. Es wird von einigen Geologen auch dem Vulkansystem Reykjanes zugeordnet.
Ein Hochtemperaturgebiet befindet sich am Fuße des Sýlingafell, weitere Quellen am Hang des Þorbjörn.
Im Januar 2020 wurde innerhalb weniger Tage eine Hebung des Geländes um den Þorbjörn mit einer Rate von 3–4 mm pro Tag beobachtet, die mit dem Auftreten von Erdbebenschwärmen in der Region verbunden war und möglicherweise mit dem Aufstieg von Magma im Untergrund zu erklären ist. Ab März 2021 kam es dann zu mehreren Ausbrüchen im benachbarten Fagradalsfjall-Vulkansystem. Nach einer weiteren Reihe von Schwarmbeben ab Oktober 2023 folgten ab Dezember 2023 schließlich mehrere Eruptionen an der Sundhnúkur-Kraterkette im Svartsengi-Gebiet, die zu schweren Schäden in Grindavik führten.

## Geothermalkraftwerk Svartsengi
Man nutzt die Energie dieses Vulkans seit 1978 im Svartsengi-Kraftwerk. Dieses verteilt heißes Wasser u. a. an die Haushalte der Umgebung von Grindavík und produziert Strom.

## Bláa Lónið
Der Überlauf dieses Kraftwerkes im Lavafeld wurde zunächst von Einheimischen als Bad genutzt. Als man die Heilkraft des salz- und mineralhaltigen Wassers erkannte, baute man ein großes Freibad, das heute unter dem Namen Bláa Lónið (Blaue Lagune) bekannt ist.